# Theila fusconebulalis
Theila fusconebulalis là một loài bướm đêm trong họ Crambidae.